# Narciso Pasta
Narciso Pasta (Milano, 13 giugno 1873 – Città del Messico, 3 ottobre 1944) è stato un pistard italiano.

## Biografia
Atleta della Pro Patria Milano, fu uno dei più importanti ciclisti e triciclisti italiani degli anni 1890, i cui successi contribuirono notevolmente alla popolarità del ciclismo in Italia.
Divenne particolarmente noto per la rivalità con il connazionale Romolo Buni, dell'Unione Sportiva Milanese. Nel 1894 vinse il titolo italiano nella velocità e arrivò terzo l'anno successivo.
Morì a Città del Messico.

## Palmarès
Campionati italiani
1894:  Oro nella Velocità
1895:  Bronzo nella Velocità